# Línea Murcia-Águilas
La línea Murcia-Águilas es una línea férrea de 111,7 kilómetros de longitud que pertenece a la red ferroviaria española. Se trata de una línea de ancho ibérico (1668 mm), en vía única y sin electrificar. La línea actual fue inaugurada en distintas partes a finales del siglo XIX, llegando a formar parte del ferrocarril Murcia-Granada. Además, a lo largo de su historia ha pasado por manos de varios operadores ferroviarios. En la actualidad el ente público Adif es el titular de las infraestructuras. Siguiendo la catalogación de Adif, es la «línea 322».

## Historia

### Orígenes y construcción
La construcción de un ferrocarril que enlazara Murcia y Granada ya estuvo prevista en la Ley de Bases de Ferrocarriles del 2 de julio de 1870, si bien esto no se acabaría materializando hasta finales del siglo XIX. En 1885 entró en servicio una línea férrea que enlazaba Alcantarilla con Lorca, construida por la Sociedad Anónima Crédito General de Ferrocarriles. También en ese año entraría en servicio el pequeño tramo Murcia-Alcantarilla. No obstante, con posterioridad la propiedad de este ferrocarril recaería en la Sociedad del Ferrocarril de Alcantarilla a Lorca. Por su parte, la compañía de capital británico The Great Southern of Spain Railway Company Limited obtuvo la concesión para construir un ferrocarril que fuera de Lorca a Baza (Granada) y a Águilas. Los tramos Águilas-Almendricos y Lorca-Almendricos serían inaugurados en 1890, y completados en 1894 por el tramo Almendricos-Baza.
En 1907 se inauguraría el tramo Guadix-Baza, construido por The Granada Railway Company, lo que permitió la conexión por tren entre Murcia y Granada.

### Los años de RENFE y Adif
En 1941, con la nacionalización de los ferrocarriles de ancho ibérico, las líneas quedaron integradas en la red de RENFE. 
En enero de 1985 se clausuró el llamado ferrocarril del Almanzora, al igual que otras líneas que eran consideradas deficitarias por el Ministerio de Fomento. También se clausuró la estación de Alcantarilla-Campoamor, cabecera histórica de la línea a Lorca, y suprimió la bifurcación hacia Madrid —lo que supuso eliminar el by-pass de Alcantarilla que había funcionado hasta entonces—. El trazado ferroviario comprendido entre Murcia y Águilas escapó de un posible desmantelamento gracias a las ayudas económicas que el gobierno regional murciano entregó para tratar de suplir los déficits de su explotación.
El 1 de enero de 2005, con la división de RENFE en Renfe Operadora y Adif, la línea pasó a depender de esta última.

## Trazado y características
El kilometraje de la línea comienza en la estación de Murcia-Mercancías y se reinicia en la estación de Lorca-Sutullena, puesto que toma como referencia el trazado de la antigua línea Lorca-Baza. En la estación de Almendricos el kilometraje vuelve a reiniciarse, ya que antiguamente en este punto se iniciaba un ramal con entidad propia que llegaba hasta Águilas. En la actualidad su trazado forma parte de la línea C-2 de la red de Cercanías Murcia/Alicante.
La futura línea de alta velocidad Murcia-Almería utilizará el trazado de la línea Murcia-Águilas en la mayor parte del recorrido entre Murcia y Pulpí. Está previsto realizar correcciones al trazado actual, incluyendo nuevas estaciones en Librilla, Alhama de Murcia, Totana y Almendricos. Además, se soterrarán las vías a su paso por Alcantarilla, donde se construirá una nueva estación. De igual forma, está previsto soterrar el trazado a su paso por Lorca, incluyendo la estación de Sutullena, que será parada de los servicios de alta velocidad. Cuando se complete la infraestructura, toda la línea tendrá doble vía en ancho estándar y electrificación a 25 kV. El ramal Pulpí-Águilas será convertido igualmente al ancho estándar y electrificado a 25 kV, manteniendo la vía única.
Debido a estas obras, se ha cortado la circulación en toda la línea, habiendo tramos en los que se ha desmantelado la vía.
Existe también un proyecto, la Variante de Alcantarilla, que pretende sacar la Línea Chinchilla-Cartagena fuera de los núcleos urbanos de Alcantarilla y Javalí Nuevo. Tendrá su inicio a la altura de El Puntarrón (Sangonera la Seca), por lo que esta línea compartirá trazado con la línea Murcia-Águilas y futura LAV Murcia-Almería hasta pasado Alcantarilla.